# 조 더 플럼버

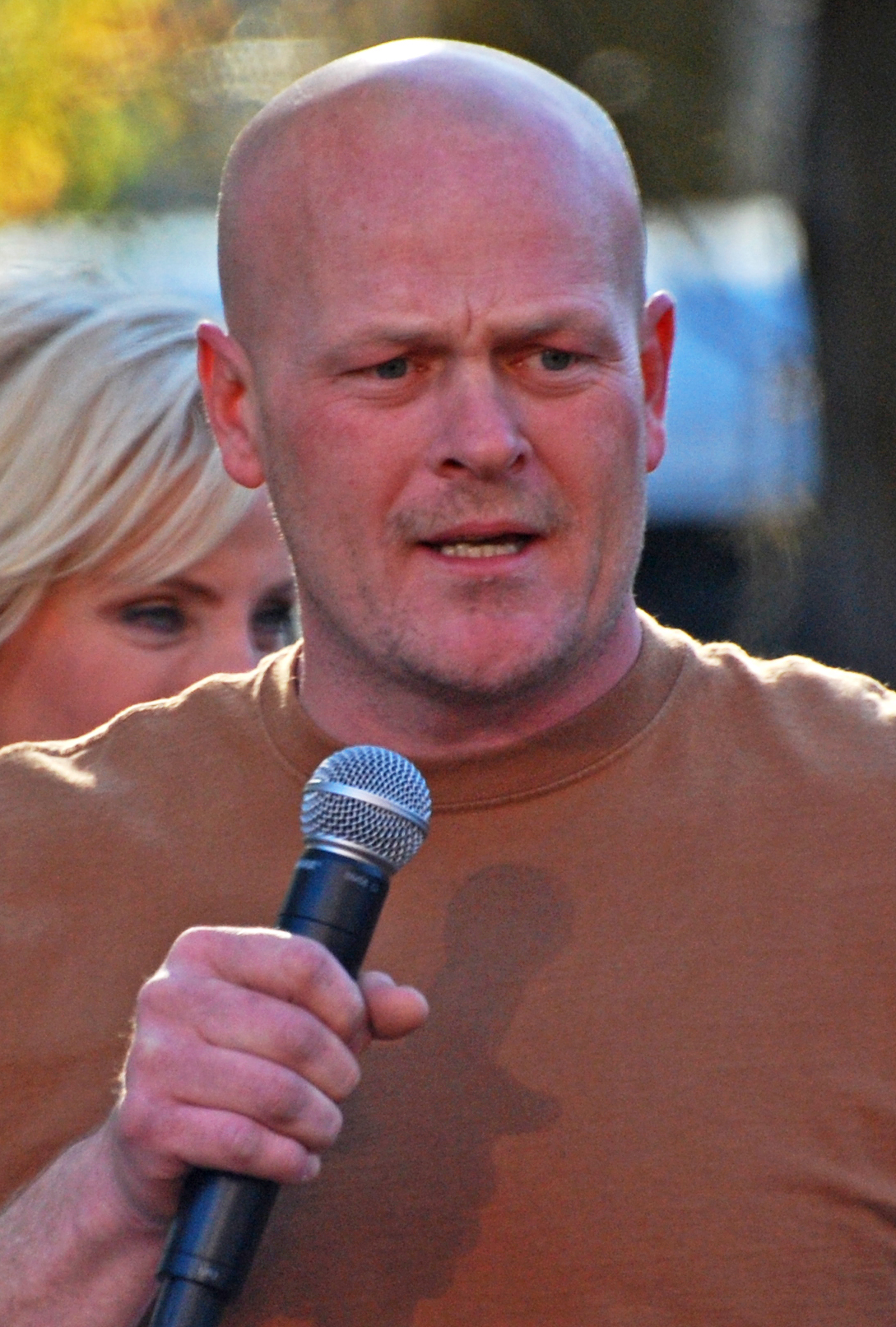
2008년 모습

조 더 플럼버(Joe the Plumber, 일명 '배관공 조', 본명: Samuel Joseph Wurzelbacher, /ˈwɜːrzəlbɑːkər/ WUR-zəl-bah-kər; 1973년 12월 3일 – 2023년 8월 27일)는 미국의 보수 운동가이자 평론가였다. 2008년 미국 대통령 선거 캠페인 시즌 동안 민주당 후보인 버락 오바마가 오하이오에서 유세를 녹화하는 동안 부르젤바커(Wurzelbacher)가 오바마의 조세 정책이 중소기업 소유주에 대한 세금을 인상할 것이라는 우려를 제기하면서 전국적인 주목을 받았다. 부르젤바커는 공화당의 일원이었다.
부르젤바커는 오바마 상원 의원에게 소규모 배관 사업 구매에 관심이 있다고 표현한 후 맥케인-팔린(McCain–Palin) 캠페인에서 "조 더 플럼버"(Joe the Plumber)라는 별명을 받았다. 캠페인은 그를 오하이오의 캠페인 행사에 여러 차례 출연하게 만들었고 맥케인은 종종 캠페인 연설과 최종 대통령 토론에서 중산층 미국인에 대한 은유로 "조 더 플럼버"(배관공 조)를 언급했다.
부르젤바커는 저명한 보수 운동가, 평론가, 작가, 동기 부여 연설가가 되었다. 2012년에 그는 공화당 후보로 출마하여 미국 하원에서 오하이오주 9선거구를 대표했지만 민주당 현직 의원인 마시 캡터(Marcy Kaptur)에게 패했다.